# داها بولونگا
داها بولونگا (به هندی: Daha Balunga) فیلمی محصول سال ۲۰۱۳ و به کارگردانی سوداکار باسانتا است. در این فیلم بازیگرانی همچون بابوشان، سانجانا، جکی شروف، بیجی موهانتی، تاندرا ری ایفای نقش کرده‌اند.